# Ixcateopan de Cuauhtémoc
Ixcateopan de Cuauhtémoc là một đô thị thuộc bang Guerrero, México. Năm 2005, dân số của đô thị này là 6104 người.